# Języki kordofańskie
Języki kordofańskie – grupa języków używanych przez mieszkańców Gór Nubijskich w Sudanie, pierwotnie klasyfikowana jako część wielkiej grupy nigero-kordofańskiej, obecnie zaliczana do języków nigero-kongijskich. 
Według klasyfikacji Josepha Greenberga języki kordofańskie dzielą się na:
- języki koalib

język koalib
język kanderma
język heiban
język laro
język otoro
język kawama
język szwai
język tira
język moro
- języki tegali

język tegali
język raszad
język tagoi
język tumale
- języki talodi

język talodi
język lafofa
język eliri
język masakin
język lumun
- języki tumtum

język tumtum
język keiga
język karondi
- języki katla

język katla
język tima